# Crotalus totonacus
|  | Dieser Artikel wurde aufgrund von formalen oder inhaltlichen Mängeln in der Qualitätssicherung Biologie zur Verbesserung eingetragen. Dies geschieht, um die Qualität der Biologie-Artikel auf ein akzeptables Niveau zu bringen. Bitte hilf mit, diesen Artikel zu verbessern! Artikel, die nicht signifikant verbessert werden, können gegebenenfalls gelöscht werden. Lies dazu auch die näheren Informationen in den Mindestanforderungen an Biologie-Artikel. |

Die Totonakische Klapperschlange (Crotalus totonacus) ist eine Art der Klapperschlangen (Crotalus). Bis 2004 wurde diese Art als Unterart der Schauer-Klapperschlange (C. durissus) geführt. Benannt wurde sie nach den Totonaken, den indigenen Bewohnern der zentralen Golfküste Mexikos.

## Merkmale
Crotalus totonacus ist eine relativ große Art der Klapperschlangen mit einer Körperlänge der ausgewachsenen Individuen von über 1,50 Metern. Das längste bekannte Exemplar war 1,665 Meter lang.

## Verbreitung und Ernährung
Die Totonakische Klapperschlange ist von Mexiko bis Mittelamerika verbreitet. Das genaue Verbreitungsgebiet der Schlange erstreckt sich vom nordöstlichen Mexiko im zentralen Nuevo León durch das südliche Tamaulipas, Nord-Veracruz, das östliche San Luis Potosí und Nord-Querétaro.
Crotalus totonacus ist dafür bekannt, kleine Säugetiere und Vögel zu jagen. Nach den Säugetierhaaren und Vogelfedern, die in Mägen gefunden werden, gehören Amerikanische Buschratten (Neotoma sp.), Allens Hörnchen (Sciurus alleni) und Felsenziesel (Spermophilus [Otospermophilus] variegatus) zu den spezifischen Beutetieren.

## Systematik und Taxonomie
2004 wurde die Art als eigenständig anerkannt. Sie ist eine von 29 bekannten Klapperschlangenarten. Es werden keine Unterarten unterschieden.

## Giftigkeit
Innerhalb der Klapperschlangen ist Wirkung und Stärke des Giftes sehr variabel. Das Gift der Totonakischen Klapperschlange enthält präsynpatische Neurotoxine, Fibrogenasen und Stoffe mit einer Einwirkung auf die Blutgerinnung, sowie Myotoxine.
Bisse gelten allgemein als lebensbedrohlich, Bisse jüngerer Exemplare gelten dabei als gefährlicher. Typische Symptome sind starke Schmerzen, Übelkeit und Erbrechen. Es kann zu Blutgerinnungsstörungen, Muskelschmerzen und weiteren Nebenwirkungen, bis hin zu Nierenversagen, kommen.